# Мифы Беотии

## Топонимы
Рать беотийских мужей предводили на бой воеводы:
Аркесилай и Леит, Пенелей, Профоенор и Клоний.
Рать от племен, обитавших в Гирии, в камнистой Авлиде,
Схен населявших, Скол, Этеон лесисто-холмистый;
Феспии, Греи мужей и широких полей Микалесса;
Окрест Илезия живших и Гармы и окрест Эритры;
Всех обитателей Гил, Элеон, Петеон населявших;
Также Окалею, град Медеон, устроением пышный,
Копы, Эвтрез и стадам голубиным любезную Фисбу,
Град Коронею и град Галиарт на лугах многотравных;
Живших в Платее и в Глиссе тучные нивы пахавших;
Всех, населяющих град Гипофивы, прекрасный устройством;
Славный Онхест, Посейдонов алтарь и заветную рощу;
Арн, виноградом обильный, Мидею, красивую Ниссу,
И народ, наконец, населявший Анфедон предельный.
С ними неслось пятьдесят кораблей, и на каждом из оных
По сту и двадцать воинственных, юных беотян сидело.
(Гомер. Илиада II 494—510, перевод Н. И. Гнедича)
- Авлида. Порт в Беотии. В храме Артемиды хранили остатки ствола платана, упомянутого в «Илиаде» (II 307)[1].
- Аганиппа. Источник на Геликоне[2].
- Анфедон (город).
- Аония. (Эония.) Название Беотии[3].
- Арна. Город Арну в Беотии упоминает Гесиод[4].
- Афамантия. Страна[5].
- Афины. Городок в Беотии, поглощенный Копаидским озером[6].
- Беотия.[7] Получила имя от быка, за которым шёл Кадм[8].
- Геликон. Объект[9].
- Гиетт. Городок в Беотии[10].
- Гирия. Город в Беотии.
- Исмен. Река[11]. У неё обратился в бегство Амфиарай[12].
- Киферон (гора).[13] Пещера киферонских нимф называлась Сфрагидион[14], поэтому их называли Сфрагидийскими нимфами[15]. Им и Гере Киферонской приносили жертвы перед битвой у Платей[16]. См. Китерон
- Лам (по другому чтению Ольмей). Поток на вершине Геликона[17].
- Ниса. Селение на Геликоне[18].
- Окалея. Местность в Беотии[19].
- Ольмоны. Городок в Беотии[10].
- Онхест. Город в Беотии[20].
- Орхомен. Город в Беотии[19].
- Птойское святилище Аполлона[21].
- Тевмесские высоты[22]. Около Фив.
- Тегира. Город в Беотии, там родился Аполлон (по одной из четырёх версий Сема Делосского) и был его оракул[23]. Оракул основан делосцами[24]. Там рядом гора Делос, два ручья Пальма и Маслина, рядом Птой, где появился вепрь, напугавший Лето[25].
- Тильфусса. (Тильфосса./Тилфосса.) Источник у подножия горы[26]. См. Пиндар, фр.198b Бергк = Афиней. Пир мудрецов II 15, 41е. Tilphussa[англ.]
- Тифаоний. Гора в Беотии[27].
- Феспий. (Теспий.) Город[28].
- Фикейская гора. (Фикий.) Близ Фив[29].
- Элевтеры. Город в Беотии. Основан Дионисом[30], там храм Диониса[31].
- Аоны. Народ, живший в Беотии в деревнях[32]. Когда прибыл Кадм с финикийским войском, обратились к Кадму с просьбой о защите, и он разрешил им остаться[33].
- Беотийцы. 10 вождей привели под Трою 40 кораблей[34].
- Гианты. Народ, жил в Беотии. Побежденные в битве с финикийским войском Кадма, бежали в Фокиду[35]. Основал там город Гиамполь (ранее Гиантонполис)[36]. Гиамполь назван по веприце, которая захотела сравниться красотой с Афиной[37].
- Орхоменцы. 4 вождя привели под Трою 30 кораблей[34].
- Теммики. Варвары, которые вместе с аонами населяли Беотию. Перекочевали из Суния[32].

См. также:
- Агрионии (Агрании). Праздник Диониса в Беотии и Аргосе, когда искали исчезнувшего бога и отвечали, что он скрылся у Муз[38].
- Семеро против Фив.
- Эпигоны.

## Фивы

### Царские династии
- Автесион.
- Автомедуса. Дочь Алкатоя. Жена Ификла, мать Иолая[19].
- Автоноя (дочь Кадма).
- Агава.
- Адраст. Сын Полиника. Участник похода Эпигонов[39].
- Актеон.
- Алкид. Имя Геракла в молодости[40]. (либо Алкей[41]) Имя Геракл он получил от Пифии (согласно Элиану).
- Алкмена.
- Амфион.
- Амфитрион.
- Антигона.
- Антиопа.
- Аристей (мифология).
- Архелай. По версии, сын Геракла и Мегары[42].
- Астимедуса. Дочь Сфенела, жена Эдипа (по версии[43]).
- Аэдона.
- Гармония (мифология).
- Пеплос Гармонии. Его подарили Гармонии Афина и Гефест, он был «окрашен преступными составами»[44].
- Ожерелье Гармонии.
- Гемон (сын Креонта).
- Гемон. Сын Полидора. Бежал из Фив в Афины. Предок Ферона акрагантского[45].
- Гениоха. Жена Креонта, фиванского царя, современника Амфитриона[46].
- Гениоха. Дочь Креонта, царя Фив[47].
- Геракл.
- Гиперфант. Отец Евриганеи[48].
- Дамасихтон (сын Офельта). Внук Пенелея, отец Птолемея. Фиванцы избрали его царем по удалении Автесиона[49].
- Деикоонт. Сын Геракла и Мегары. В детстве брошен обезумевшим отцом в огонь[50].
- Демонасса. Дочь Амфиарая, жена Ферсандра, мать Тисамена. Изображена на ларце Кипсела[51].
- Дирка.
- Евриганея. (Эвриганея.) Дочь Гиперфанта. Жена Эдипа и мать его 4 детей, по некоторым писателям. В поэме «Эдиподия» описывалось, как она скорбела из-за битвы сыновей[52]
- Евридика (жена Креонта).
- Евриклея. По Эпимениду, дочь Экфанта, жена Лая, мать Эдипа[53].
- Зеф.
- Иокаста.
- Иолай.
- Исмена.
- Итил. Сын Зефа и Аэдоны, оплакиваемый матерью[54]. Итил
- Ификл.
- Кадм.
- Кисса. Имя Семелы[55].
- Клония. Нимфа. Жена Гириея, мать Никтея и Лика[56].
- Креонт (сын Менекея).
- Креонт (сын Менекея) младший. Царь Фив после похода эпигонов. При нём часть кадмейцев возвратилась в Фивы[57].
- Креонтиад. Сын Геракла и Мегары. В детстве брошен обезумевшим отцом в огонь[50].
- Ксанф (сын Птолемея).
- Лабдак.
- Лаий.
- Лаодамант (сын Этеокла).
- Лик (брат Никтея).
- Лик (враг Геракла).
- Липефилена. (Лейпефилена Leipephilene[англ.]). Дочь Иолая и Мегары. Известна красотой.
- Мегара (мифология).
- Мегарей (Мегарей). См. Менекей (сын Креонта).
- Менекей (сын Креонта).
- Менекей (отец Креонта).
- Неид. По версии, сын Зефа, от него Неистейские ворота Фив[58].
- Никтеида. Дочь Никтея. Жена Полидора[59].
- Никтей.
- Ниоба (дочь Тантала).
- Ниобиды (en:Niobids). См. Ниоба.
- Нис (царь Фив).
- Офит. Сын Геракла и Мегары (по версии)[60].
- Пенфей.
- Пирра. Дочь Креонта. Её статуя в Фивах[47]. Сестра Мегары, жена Ификла[61].
- Полидор (сын Кадма).
- Полидор. Сын Этеокла, отец Гемона[62].
- Поликсо. Жена Никтея. Мать Антиопы[56].
- Полиник.
- Птолемей. Царь Фив. Сын Дамасихтона, отец Ксанфа[49].
- Семела.
- Теримах. Сын Геракла и Мегары[60]. В детстве брошен обезумевшим отцом в огонь[50].
- Тимей. Сын Полиника. Участник похода Эпигонов[39].
- Тисамен (сын Ферсандра).
- Ферсандр.
- Эдип.
- Электра.[63] Сестра Кадма. По её имени названы ворота в Фивах[58].
- Эпикаста. Мать Эдипа, повесилась[64]. Другое имя Иокасты (дочери Менекея)[65]. Это имя предпочитает Павсаний[66].
- Этеокл (сын Эдипа).
- Эхион. Спарт. Муж Агавы, отец Пенфея[67]. Фивы называют «Эхионова крепость»[68]. См. Нонн. Деяния Диониса V 553.

### Ниобиды
В разных источниках приводятся несовпадающие имена.
- Агенор. Сын Амфиона и Ниобы. Убит Аполлоном[69]. У Овидия Алфенор.
- Алфенор. Сын Амфиона и Ниобы. Убит Аполлоном[70].
- Амикл. Сын Амфиона и Ниобы. Единственный спасшийся, так как взмолился Лето (по версии Телесиллы)[69]. С сестрой посвятил храм Лето[71].
- Амфион. Сын Амфиона и Ниобы. Единственный спасшийся (по одной из версий)[69].
- Антагор. Сын Амфиона и Ниобы[72].
- Архенор. Сын Амфиона и Ниобы. Убит Аполлоном[73]. У Аполлодора Агенор, у Овидия Алфенор, у Ватиканского мифографа Архемор.
- Астикратия. Дочь Амфиона и Ниобы. Убита Артемидой. По версии, в её честь названы ворота Фив[74]
- Астинома. Дочь Амфиона и Ниобы, её именем названы ворота в Фивах (по версии)[75].
- Астиоха. Дочь Амфиона и Ниобы. Убита Артемидой[69].
- Дамасихтон. Сын Амфиона и Ниобы. Убит Аполлоном[76].
- Евдокса. (Эвдокса.) Дочь Амфиона и Ниобы. Убита Артемидой[73].
- Евпинит. (Эвпинит.) Сын Амфиона и Ниобы. Убит Аполлоном[77]. У Овидия вместо него Илионей.
- Илионей. Сын Амфиона и Ниобы. Убит Аполлоном[78].
- Исмен. Старший сын Амфиона и Ниобы. Убит Аполлоном[79].
- Клеодокса. Дочь Амфиона и Ниобы. Убита Артемидой[80]. По версии. в её честь названы ворота Фив[75].
- Ксенарх. Сын Амфиона и Ниобы[72].
- Мелибея. Дочь Амфиона и Ниобы. Единственная спасшаяся (по версии Телесиллы)[81]. Её называли Хлорида[71].
- Неэра. (либо Этодайя). Дочь Амфиона и Ниобы. Убита Артемидой[77].
- Огигия. Дочь Амфиона и Ниобы. Убита Артемидой[77]. По версии, её именем названы ворота Фив[75].
- Пелопия. Дочь Амфиона и Ниобы. Убита Артемидой[80].
- Сипил. Сын Амфиона и Ниобы. Убит Аполлоном[82].
- Тантал.[83] Сын Амфиона и Ниобы. Убит Аполлоном[84].
- Федим. Сын Амфиона и Ниобы. Убит Аполлоном[85].
- Фера. Дочь Амфиона и Ниобы, её именем названы ворота в Фивах (по версии)[75].
- Фтия. Дочь Амфиона и Ниобы. Убита Артемидой[77].
- Хиада. Дочь Амфиона и Ниобы, её именем названы ворота в Фивах (по версии)[75].
- Хлорида.
- Этодайя. Дочь Амфиона и Ниобы. См. Неэра.

### Фивы. Другие персонажи
- Абант. Защитник Фив. Убит ахейцами[86].
- Автофонт. Отец фиванца Ликофонта[87].
- Акамант. Фиванец, пытался напасть на Тидея. Убит Тидеем[88].
- Акамант. Защитник Фив. Ранил Ифиса[89].
- Акрон. Защитник Фив. Смог закрыть ворота города[90].
- Актор. Сын Энопса. Защитник Фив, стоял у Бореевых ворот[91].
- Актор. Фиванский старец, спутник Антигоны[92].
- Алатрей. Сын Лапифаона и Деркето[93]. Защитник Фив[94].
- Алета. Фиванская старуха[95].
- Алкет. Фиванец, отец Гелопса, Филея и Япига[96].
- Алкида. Дочь Антипена из Фив. Вместе с сестрой принесла себя в жертву перед боем фиванцев во главе с Гераклом с орхоменцами[97].
- Аминта. Защитник Фив. Убил Федима[98].
- Аминтор. Защитник Фив. Убит во время штурма города[99].
- Амфидик. Сын Астака. Защитник Фив, убил Партенопея[12].
- Андроклея. Дочь Антипена из Фив. Вместе с сестрой принесла себя в жертву перед боем фиванцев во главе с Гераклом с орхоменцами[97].
- Антей. (Актей? опечатка?). Из Фив, участник индийского похода Диониса[100].
- Антипен. Фиванец, дочери которого Андроклея и Алкида принесли себя в жертву перед боем фиванцев во главе с Гераклом с орхоменцами и были похоронены в храме Артемиды Евклеи[97].
- Антифонт. Защитник Фив. Убит Амфиараем[101].
- Аон. Защитник Фив. Убит Тидеем[102].
- Арг (сын Абанта). Защитник Фив. Убит Партенопеем[103].
- Астак. Отец Меланиппа[104], Исмара, Леада, Амфидика[105].
- Астиоха. Некая фиванка, мать Пенфея[106].
- Асфодик. Согласно фиванской версии, убил Парфенопея. Его могила в Фивах у источника Эдиподии[107]. См. Амфидик.
- Аэроп. («осоед»). В эту птицу превратился мальчик Ботр из Фив[108].
- Бероя. (Бероея.) Кормилица Семелы, из Эпидавра. Гера приняла её облик и посоветовала Семеле просить Зевса, чтобы тот явился к ней во всем величии[109].
- Ботр. Мальчик из Фив, сын Евмела. Отведал от мозга барана, предназначенного в жертву Аполлону, и отец убил его. Аполлон превратил его в птицу осоеда (аэроп)[110].
- Галанфида.
- Галинфиада. См. Галанфида.
- Галис. Фиванец, пытался напасть на Тидея. Убит Тидеем[111].
- Гебр. Защитник Фив. Убит Данаем[112].
- Геликаон. Фиванец, жена Мэра, дети Хромий и Фол[113].
- Гелопс. Сын Алкета. Защитник Фив. Убит Тесеем во время его похода на Фивы[114].
- Гемон. Отец фиванца Меона[115]. Возможно, тождествен отцу Эласиппа[116]. Еврипид отождествляет его с сыном Креонта.
- Герс. Защитник Фив. Убит Гиппомедонтом[117].
- Гиант. Фиванец, пытался напасть на Тидея. Убит Тидеем[118].
- Гиант. Защитник Фив. Убит Амфиараем[119].
- Гиант. Защитник Фив. Убит Гиппомедонтом[120].Гиант
- Гипербий. Сын Энопа. Защитник Фив, стоял у Онкаидских ворот[121].
- Гиперенор. Спарт[122].
- Гиппотад. Защитник Фив. Убит Тидеем[123].
- Гипсей. Защитник Фив. Сын Асопа[124]. Согласно Стацию, убил 5 воинов. Убит Капанеем[125].
- Гисторида. (Историда.) Дочь Тирея. Фармакиды были посланы Герой помешать родам Алкмены. Гисторида подняла крик радости, что Алкмена родила. Фармакиды были обмануты и ушли[126]. См. Галанфида.
- Деилох. Фиванец, пытался напасть на Тидея. Убит Тидеем[127].
- Деилох. Защитник Фив. Убит Тидеем[123].
- Деркето. Нимфа. Родила от Лапифаона сына Алатрея[128].
- Дорил. Фиванец, пытался напасть на Тидея. Убит Тидеем[129].
- Дракон в Фивах[130]. По истолкованию, это царь Дракон, сын Арея[131]. Сын Арея и эринии Тильфосы (Деметры)[132]. Кадм убил его глыбой[133].
- Дриопа. Из Фив. Мать Хромия[134]. Финикиянка, жрица Диониса. Тайно забеременев, тащила к алтарю быка, и от напряжения родила[135].
- Евбот. (Эвбот.) Фиванец, участник индийского похода Диониса. Убит Морреем[136].
- Евгнот. (Эвгнот.) Отец фиванца Евмела[137].
- Евер. Отец Тиресия[138]. Того именуют «Эвреид»[139].
- Евмел. Из Фив. Сын Евгнота, отец Ботра. Безгранично почитал Аполлона. Когда приносил ему жертву, Ботр отведал от мозга барана. Евмел схватил головню с алтаря и убил сына. Аполлон превратил мальчика в птицу осоеда (аэроп)[110].
- Евней. Жрец Диониса, защитник Фив. Убит Капанеем[140].
- Евримедонт. Сын Пана/Фавна. Защитник Фив[141]. Стоял у ворот Гипсист[142]. Товарищ Алатрея[143].
- Евритион. Защитник Фив. Убит Партенопеем[144].
- Иалмен. Защитник Фив. Певец на кифаре. Убит Агиллеем[145].
- Иалмен. Отец некоего защитника Фив[146].
- Иапиг. (Япиг.) Сын Алкета. Защитник Фив. Убит Тесеем во время его похода на Фивы[114].
- Исмар. Сын Астака. Защитник Фив, убил Гиппомедонта[12].
- Исмений.[147] Сын Аполлона и Мелии, по его имени названа река в Фивах[148].
- Итис. Защитник Фив. Убит Партенопеем[149].
- Ифиной. Защитник Фив. Убит Амфиараем[150].
- Каанф.
- Кальпет. Защитник Фив. Убит Фиодамантом[151].
- Кидон. Фиванец, пытался напасть на Тидея. Убит Тидеем[152].
- Кидон. Сын Абанта. Защитник Фив. Убит Партенопеем[153].
- Клоний. Защитник Фив. Убит Тидеем[123].
- Клонис. Защитник Фив. Убит Амфиараем[154].
- Крефей. Защитник Фив. Убит Гиппомедонтом[117].
- Ктоний. Фиванец, пытался напасть на Тидея. Убит Тидеем[106].
- Лабдак. Оруженосец Этеокла[155].
- Ламир. Защитник Фив. Убит Тесеем во время его похода на Фивы[156].
- Ламп. Фиванец, пытался напасть на Тидея. Убит Тидеем[106].
- Ламп. Защитник Фив. Пытался овладеть пророчицей Манто. Во время войны убит Амфиараем[157].
- Лапифаон. Фиванец. Нимфа Деркето родила ему сына Алатрея[158].
- Ласфен. (Леосфен.) Защитник Фив, стоял у Гомолоидских ворот[159].
- Леад. Сын Астака. Защитник Фив. Убил Этеокла (сына Ифия)[12].
- Леонтей. Защитник Фив. Гиппомедонт отрубил ему руку[160].
- Лик. Защитник Фив[161].
- Ликорей. Защитник Фив. Убит Амфиараем[119].
- Ликофонт. Из Эхиона. Сын Автофона. Фиванец, убит Тидеем, когда 50 фиванцев пытались остановить Тидея[162].
- Лин (сын Исмения).
- Локр. Сын Зевса и Мэры, дочери Прета. Вместе с Амфионом и Зефом основал Фивы[163].
- Манто.
- Марпесса. Фиванка, невеста Филлея[164].
- Мегес. Защитник Фив[165].
- Меланей. Защитник Фив. Убит Амфиараем[101].
- Меланипп (сын Астака).
- Менекей. Отец Гиппономы, жены Алкея (по версии)[166]. Возничий Менекея Периер смертельно ранил Климена, царя минийцев[19]. По Боруховичу, тождествен отцу Креонта.
- Менет. Пастух, который унес младенца Эдипа из Фив и проколол ему ступни, а позднее признал его[167].
- Менет. Фиванец, пытался напасть на Тидея. Молил о пощаде, но убит Тидеем[168].
- Меон.
- Мера./Мэра. Жрица Афродиты Эгейской. Из Фив. Родила от Геликаона сыновей Хромия и Фола[169].
- Мимант. Защитник Фив. Убит Гиппомедонтом[170].
- Мопс. Защитник Фив[171].
- Номий. Защитник Фив. Убит Гиппомедонтом[170].
- Олений. Защитник Фив. Убит Тесеем во время его похода на Фивы[156].
- Ормен. Защитник Фив. Убит во время штурма города[172].
- Офион. Спутник Кадма[173]. Так Сенека именует Пенфея[174]. «Племя Офионово» — фиванцы[175].Офион
- Пелор. Спарт[122].
- Пенфей. Сын Астиохи. Фиванец, пытался напасть на Тидея. Убит Тидеем[106].
- Периер. Возница Менекея. Смертельно ранил Климена, царя минийцев[19].
- Периклимен (сын Посейдона).
- Писианасса. (Пейсианасса.) Служанка Семелы[176].
- Полит. Защитник Фив. Убит Амфиараем[177].
- Полит. Защитник Фив. Убит Гиппомедонтом[178].
- Полифонт. Защитник Фив, оборонял ворота Электры[179].
- Полифонт. Вариант чтения Гомера. Сын Автофонта[180].
- Полифонт. (или Полифет.)[180] Вестник Лаия. Вместе с ним убит Эдипом[65].
- Прет. Некий фиванец, по имени которого названы ворота в Фивах[58]. Отец Галанфиды[181]. Отождествляется с сыном Абанта[182].
- Профой. Защитник Фив. Убит Тидеем[183].
- Саг. Защитник Фив. Убит Амфиараем[150].
- Сибарис. Защитник Фив, убит Гиппомедонтом[184].
- Спарты.
- Тирей. Отец Гисториды[126].
- Тиресий.
- Удей. Спарт[185].
- Фавн. Фиванец. Женат на дочери Исмена, сын Креней[186].
- Фамира. Защитник Фив. Убит Актором[187].
- Фанес. (Фанет.) Фиванец. Современник Аристомаха, сына Клеодея. По слову Пифии принес из Фив в Сикион статую Диониса Освободителя[188].
- Фармакиды. Были посланы Герой помешать родам Алкмены[126].
- Фарсал. Защитник Фив. Убит Гиппомедонтом[189].
- Фегей. Фиванец, пытался напасть на Тидея. Убит Тидеем[190].
- Фегей. Жрец Диониса, защитник Фив[191]. Агрей отрубил ему руку[192].
- Федим. Фиванец, пытался напасть на Тидея. Убит Тидеем[193].
- Фелксиноя. Служанка Семелы[194].
- Феоклимен. Помогал Кадму в принесении жертвы[195].
- Ферет. Защитник Фив. Ранил Абанта[196], выступил против Гиппомедонта[197].
- Ферон. Фиванец, пытался напасть на Тидея. Убит Тидеем[198].
- Ферон. Защитник Фив. Убит Гиппомедонтом[199].
- Фива.[200] Дочь Иодамы[201], жрицы Афины. Её именем назван город.
- Фива (дочь Асопа).
- Фиест. Один из спутников Кадма[202].
- Филей. (Филлей.) Фиванец, пытался напасть на Тидея. Убит Тидеем[164].
- Филей. Защитник Фив. Убит Амфиараем[203].
- Филей. Сын Алкета. Защитник Фив. Убит Тесеем во время его похода на Фивы[114].
- Флегий. Защитник Фив. Убит Амфиараем[154].
- Флегий. Оруженосец Этеокла[155], защитник Фив. Убит Тидеем[204].
- Фоант. Защитник Фив. Убит Тидеем[205].
- Фол. Сын Геликаона и Мэры. Защитник Фив. Убит Тидеем[113].
- Форбант. Фиванец. У Стация оруженосец Лаия. Рассказывает Антигоне о войсках и героях[206]. У Еврипида имя старика, показывающего Антигоне войска, не названо[207].
- Форбант. Действующее лицо трагедии Сенеки «Эдип», пастух Лаия, который отнес Эдипа в горы.
- Харикло.
- Хлорида. Дочь Тиресия, родила от Посейдона Периклимена[208].
- Хреметаон. Защитник Фив. Убит Амфиараем[154].
- Хромий. Сын Геликаона и Мэры. Защитник Фив. Убит Тидеем[113].
- Хромий. Сын Дриопы. Фиванец, пытался напасть на Тидея. Убит Тидеем[134].
- Хромий. Защитник Фив. Убит Амфиараем[150].
- Хромий. Защитник Фив. Убил Иона, но убит Антифоном[209].
- Хтоний. Спарт[210].
- Эласипп. Сын Гемона. Ахейский воин. Убит Пенфесилеей[116].
- Эпит. Защитник Фив. Убил Гоплея[211]. Вестник, обращающийся к Этеоклу[212].
- Эргей.[213] Отец Келено, дед Лика и Никтея[214].
- Эргин. Защитник Фив. Убит Гиппомедонтом[120].
- Эрик. Защитник Фив. Убит Гиппомедонтом[215].
- Эхекл. Защитник Фив. Убит Тагом[187]. Эхетл. Защитник Фив[216]. См. Эхекл. Эхетл
- Эхион. Защитник Фив. Стоял у Огиговых ворот[217].
- Ээтион. (Аэтион.) Защитник Фив. Сын геликонской нимфы[218].

### Топонимы Фив
- Фивы. Город[219]. Найдены клинописные тексты[220]. «Археологически доказано существование только трех ворот — Претовых и Электриных — в восточной стене, Неитских — в северо-западном углу Кадмеи»[221]. В табличке из Фив Th Ft 140 упомянуты города: te-qa-i (Фивы), e-re-o-ni (Элеон), e-u-te-re-u (Эвтресис)[222].
- Фиванцы. Жители[223].
- Бореевы ворота Фив. У них могила Амфиона[224]. По Эсхилу, их штурмовал Парфенопей, защищал Актор.
- Гипсисты. («Высочайшие».) Ворота в Фивах. Их защищал Евримедонт[142].
- Гомолоидские ворота Фив[225]. Названы по горе Гомола в Фессалии, куда ушла часть фиванцев после похода эпигонов, но по приглашению Ферсандра вернулась через эти ворота[226]. По Эсхилу, их штурмовал Амфиарай, защищал Ласфен. Их защищал Гемон[227].
- Дафнефории. Фиванский праздник, справлялся каждые 8 лет[228].
- Дирка. Источник[229].
- Диркейские ворота Фив. Их защищал Менекей[230].
- Исмений. Река в Фивах, и холм направо от ворот, посвящённый Аполлону[231].
- Исмений. Место первого столкновения фиванцев с аргивянами, когда фиванцы были обращены в бегство[232].
- Кадмея.
- Кадмейцы[138].
- Кренидские ворота Фив (или Кренеи)[233]. Объяснение названия у Павсания — лакуна в рукописи[58]. От слова «крене» (источник)[234].
- Неистейские ворота Фив. (или Нестовы.) Самую высокую струну на лире называют «нете», и Амфион изобрел её у этих ворот. Либо от Неида, сына Зефа[58]. По Эсхилу, их штурмовал Этеокл аргивянин, защищал Мегарей. Их защищал Этеокл[235].
- Огигийские ворота Фив[233] Самое древнее название[236]. Их защищал Креонт[235].
- Онкаидские ворота Фив[237]. Их штурмовал Гиппомедонт, защищал Гипербий (по Эсхилу).
- Острова Блаженных[238]. В Фивах было место с таким названием[239], это священный покой Семелы[240].
- Претидские (Пройтидские) ворота Фив[233] Через них дорога из Фив в Халкиду[241]. Рядом с ними героон Иолая[242]. По Эсхилу, их атаковал Тидей, защищал Меланипп. Их защищал Гипсей[243].
- Электровы ворота Фив[244]. По Нонну, названы от сияния Гелиоса на рассвете[245]. По Эсхилу, их атаковал Капаней, защищал Полифонт. Их защищал Дриант[243].

См. также:
- Гектор. Его могила в Фивах.
- Лин. По версии, фиванец.

## Феспии
- Агний. Отец аргонавта Тифия[246]. См. Гагний.
- Амалфея. По рационалистическому истолкованию, это хозяйка гостиницы в Феспиях, которую любил Геракл, а её деньги хранились в роговой шкатулке[247].
- Арней. Отец Мегамеды, тесть Феспия[28].
- Гагний. Отец аргонавта Тифиса[248]. Hagnias[англ.]
- Ифий. По Эсхилу, имя аргонавта Тифия[249].
- Киферонский лев. Убит Гераклом[250] По другим, убит Алкафоем[251].
- Клеострат.[252] Герой из Феспий, на которого пал жребий быть съеденным драконом[253]. У Любкера иное понимание текста Павсания.
- Мегамеда. Дочь Арнея. Жена Феспия, мать его 50 дочерей[28].
- Менестрат. Герой из Феспий. Влюблен в Клеострата и добровольно дал себя в жертву дракону, погубив его[254].
- Наркисс (Нарцисс (мифология)).
- Панем. Из Феспий. Защитник Фив. Его брат был убит Гиппомедонтом[255].
- Перифант. Из Феспий. Пытался напасть на Тидея. Убит Тидеем[256].
- Профоенор.
- Тевфрант. По версии, отец множества дочерей, с которыми переспал Геракл[257]. См. Феспий.
- Тернесс. Отец Аганиппы из Феспий. См. Павсаний (Пермесс). См. Термесс.
- Тифий.
- Феспий.
- Феспия. (Теспия.) Нимфа. Дочь Асопа и Метопы[258]. По её имени назван город[259].

См. также:
- Пиер. Из Македонии прибыл в Феспии.
- Тевфрант. По версии, отец Феспия.
- Феспиады.

## Платеи
- Андрократ. Герой, его святилище у Платей[260].
- Асоп Беотийский. Отец Фивы по фиванской версии[261] (см.). Отец Антиопы[262]. Царь платейцев, отец Платеи[263].
- Гипсион. Платейский герой[16].
- Дамасистрат. Царь Платеи. Предал погребению Лаия и его раба у Схисты[264].
- Дамократ. Платейский герой, Пифия велела его почитать во время войны с персами[265].
- Киклей. Платейский герой, Пифия велела его почитать во время войны с персами[266].
- Киферон (герой).
- Левкон. Платейский герой, Пифия велела его почитать во время войны с персами[265].
- Писандр. Платейский герой[16].
- Платея. Дочь Асопа. От неё город Платея[263].
- Платея. Дочь Киферона. Её Зевс выдавал за свою невесту[267].
- Полиид. Платейский герой[16].
- Платейцы. Жители Платеи[268].

## Онхест
- Амфион. Защитник Фив, потомок Зевса. Из Онхеста[269]. Обращается с речью к Партенопею[270]. Командир отряда конников[271].
- Гиппомен. Отец Мегарея. Из Онхеста[272].
- Гиппомен.
- Ид.[273] Из Онхеста. Защитник Фив. Убит Тидеем[274].
- Мегара. Дочь Онхеста, сестра Аброты[275].
- Мегарей. Из Онхеста. Внук Посейдона. Жена Меропа, сын Гиппомен[276].
- Меропа. Жена Мегарея, мать Гиппомена[277].
- Онхест. Сын Посейдона. Жил в городе Онхесте, где храм Посейдона Онхестия[278]. Заложил город Онхест[279]. Отец Мегары и Аброты[275].

А также:
- Аброта. Дочь Онхеста, жена Ниса мегарского.
- Мегарей (сын Гиппомена). Прибыл из Онхеста в Мегары.

## Танагра
- Акестор. Сын Эфиппа из Танагры. Убит Ахиллом, когда её жители отказывались отправиться в поход на Трою[280].
- Букол. Из Танагры, сын Колона. Убил своего двоюродного брата Евноста и отправился в изгнание по приказу отца[281].
- Грея. (Грайя). «Старуха». Имя Танагры, по версии, как она названа у Гомера («Илиада» II 488). Танагра жила очень долго, и поэтому город назвали Грея[282].
- Дриант. Воин из Танагры, потомок Ориона. Защитник Фив[283]. Убил Партенопея, но повержен Артемидой[284].
- Евност. (Эвност.) Из Танагры. Сын Элиея и Скиады, вскормлен нимфой Евностой. В него влюбилась двоюродная сестра Охна, но он её отверг. Тогда она обвинила его в насилии перед братьями, и те убили Евноста. Ему посвящён храм и священная роща, куда запрещено входить женщинам[285].
- Евноста. (Эвноста.) Нимфа, воспитавшая Евноста[281].
- Иасий.
- Колон. Из Беотии, дядя Евноста, отец Эхема, Леона, Букола и Охны[281].
- Кореб. Из Танагры. Защитник Фив. Убит Партенопеем[286]. См. Кореб (сын Мигдона)
- Левкипп. Сын беотийца Пемандра, нечаянно убитый отцом[280].
- Леонт. Из Танагры, сын Колона. Убил своего двоюродного брата Евноста и отправился в изгнание по приказу отца[281].
- Охна. («Груша»). Из Танагры, дочь Колона. Влюбилась в своего двоюродного брата Евноста, он её отверг, и она его оклеветала перед братьями. Те убили Евноста. Она бросилась со скалы[285].
- Пемандр.
- Поликриф. Зодчий. Насмехаясь, перепрыгнул через ров города, который строил Пемандр, за что тот пытался убить его[280].
- Скиада. («тень»). Жена Элиея, мать Евноста[281].
- Стратоника. Жена Хересилея, мать Пемандра. Ахилл похитил её[280].
- Танагра. Нимфа, дочь Асопа и Метопы[258]. Согласно Коринне, дочь Асопа. Жила очень долго, и местные жители стали называть её Греей (Старухой)[287].
- Танагра. Дочь Эола, жена Пемандра[288].
- Фаланф. (Фалант.) Из Танагры. Защитник Фив. Убит Гиппомедонтом[289].
- Хересилай. (Хересилей.) Сын Иасия[290], отец Пемандра[288].
- Элевфер.
- Элией. («болотный») Из Танагры, сын Кефиса. Жена Скиада, сын Евност[281].
- Эфипп. Сын Пемандра из Танагры. Попросил помощи у Ахилла, и тот согласился содействовать в очищении Пемандра от убийства[280].
- Эфуса. (Этуса.) Дочь Посейдона и Алкионы. Родила Аполлону Элевтера[291]. Либо родила Аполлону Лина[292].
- Эхем. Из Танагры, сын Колона. Убил своего двоюродного брата Евноста и отправился в изгнание по приказу отца[281].

См. также:
- Тритон. Легенда в Танагре.

## Коронея
- Корон[293]. Сын Ферсандра, приемный сын Афаманта. Основал Коронею[294].
- Корон. Эпоним города по другой версии[295].

## Галиарт
- Алей. Так в Галиарте называют похороненного там Радаманфа[296]. Согласно оракулу, приносили жертвы Алкмене и Алею[297].
- Аргинн. Сын Копрея и Писидики[298]. Возлюбленный Агамемнона, «жертва жестокой воды». Из-за него Агамемнон задержался с отплытием[299]. Воздвиг храм Афродите Аргинне[300].
- Галиарт. Сын Ферсандра, приемный сын Афаманта. Основал Галиарт[294].
- Галиарт. Сын Орхомена, отец Копрея[301].
- Гиппокл. Сын Копрея и Писидики[298].
- Копрей. Сын Галиарта (?), внук Орхомена, по одной из версий, подарил Гераклу Ариона[301]. Женат на Писидике, дети Аргинн и Гиппокл[298].
- Лофис. Сын правителя Галиарта. Когда страна страдала от засухи, правитель обратился к Пифии, и та приказала ему убить того, кого он встретит первым. Встретив сына Лофиса, он убил его, и где пролилась его кровь, показалась вода. Отсюда река Лофис у Галиарта[302].
- Ферсандр.[303] Сын Сисифа[304]. Отец Галиарта и Корона[305], отец Прета[306].

## Арна и династия Беота
- Алегенор. Сын Итона, отец Клония[307].
- Антиопа. Дочь Эола, мать Беота и Эллина от Посейдона[214].
- Арейфой.
- Ареилик (сын Итона). (Арейлик.) Жена Теобула, дети Аркесилай и Профоенор[308]. Отец Профоенора[309]. У Диодора Архилик — сын Итона, отец Профоенора и Аркесилая[307].
- Аркесилай.
- Арна. См. Меланиппа.
- Астеропа. Жена Гиппалкима, мать Пенелея[308].
- Беот.
- Гиппалким. (Гиппалк.) Сын Итона. Отец Пенелея[310]. Либо сын Пелопа и Гипподамии[311]. Аргонавт[312]. В другом написании Гиппалм[246]
- Десмонт. Отец Меланиппы, по Гигину[313]. Имя — ошибочный перевод с греческого слова десмотис.
- Итон (мифология).
- Клеобула. Жена Алектора, мать Леита и Клония[308].
- Клоний (сын Алектора).
- Лакрит. Написание имени отца Леита[308]. См. Электрион.
- Леит.
- Меланиппа.
- Менесфий. Из Арны. Сын Арейфоя и Филомедусы. Убит Парисом[314].
- Офельт. Сын Пенелея, отец Дамасихтона[49].
- Пенелей.
- Феобула. (Теобула.) Жена Архилика (Ареилика?), мать Аркесилая и Профоенора[308].
- Филомедуса. Жена Арейфоя, мать Менесфия[315].
- Электрион. Сын Итона. Отец Леита[307]. Он же Алектор (см.)
- Алектрион. (см. Электрион.) Отец аргонавта Леита[316].
- Эол (сын Гиппота).

## Авлида
- Авлида. Дочь Огига. По её имени город в Беотии[317]. См. en:Aulis
- Димант. Из Авлиды. Участник Троянской войны. Спутник Аркесилая. Убит Энеем[318].
- Ксенодика. Дочь Силея из Авлиды. Убита Гераклом[319].
- Мелан. Сын Опса. Его облик приняла Афина, когда в Авлиде отговаривала Тевфида от возвращения домой, и Тевфид ударил её копьем в бедро[320].
- Опс. Отец Мелана[320].
- Силей.

## Анфедон
- Алкиона. Жена Анфедона, мать Главка морского[321].
- Анф. Житель Анфедона, первым сочинил гимны[322]. Священный певец[323]. Смешивается с Анфом из Арголиды. См. en:Anthus (mythology)
- Анфедон. Муж Алкионы, отец Главка морского[321]. По Стефану Византийскому, внук Анфа (сына Посейдона) или внук Алкионы — матери Анфа трезенского[324]. См. en:Anthedon (mythology)
- Анфедона. Нимфа. По версии, в её честь назван город Анфедон[325].
- Главк Морской.
- Евбея. Дочь Ларимна. Жена Полиба (из Сикиона), мать Главка морского[326].
- Копей. Из Анфедона, отец Главка (согласно Теолиту из Мефимн)[327].
- Ларимн. Отец Евбеи[326].
- Ликет. Из Анфедона. Защитник Фив. Убит Гиппомедонтом[328].
- Наида. Нимфа, родила от Посейдона Главка морского[329].

См. также:
- Алоады. Могила в Анфедоне.

## Орхомен
Град Аспледон населявших и град Миниеев Орхомен
Вождь Аскалаф предводил и Иялмен, Ареевы чада;
Их родила Астиоха в отеческом Актора доме,
Дева невинная: некогда терем её возвышенный
Мощный Арей посетил и таинственно с нею сопрягся.
С ними тридцать судов прилетели, красивые, рядом.
(Гомер. Илиада II 511—516, перевод Н. И. Гнедича)
- Азей. Сын Климена, царя Орхомена, отец Актора[330].
- Актор. Сын Азея, отец Астиохи[331]. Царь Орхомена.
- Алкифоя. (Алкитоя.) (либо Алкафея[332], у Плутарха Алкафоя[333]) Дочь Миниея. С сестрами отвергала оргии Вакха. Рассказывает историю Гермафродита[334].
- Амфидок. Сын Орхомена[335].
- Амфион (сын Иасия).
- Андрей.
- Аррон. Сын Климена, царя Орхомена[336].
- Арсиноя. Дочь Миния. См. Арсиппа.
- Арсиппа. (у Плутарха Арсиноя) Дочь Миния. Отвергала оргии Вакха, превращена в птицу[337].
- Аскалаф (сын Ареса).
- Астиоха. Дочь Актора (сына Азея). Родила от Ареса Аскалафа и Ялмена[331].
- Афамант.
- Гелла.
- Гермиппа. Возлюбленная Зевса, мать Орхомена (англовики). Также спутник Юпитера. Hermippe[англ.]
- Гесиона. Дочь Даная, родила от Зевса или Этеокла сына Орхомена[338].
- Гипермнестра. Дочь Левкона, опекала Афаманта[298].
- Гиперфант. Отец Еврианассы, дед Миния[339].
- Гиппас. Сын миниады Левкиппы, которого она растерзала с сестрами как жертву Дионису[340].
- Диохтон. По версии, сын Миния[341].
- Евемон. Из Орхомена. Сын Этеокла и дочери Левкона[298].
- Евиппа. Дочь Левкона (внучка Афаманта). Опекала Афаманта[298]. Жена Андрея, мать Этеокла[342].
- Еврианасса. Дочь Гиперфанта. Родила от Посейдона сына Миния[339].
- Иалмен.
- Иасий[343]. Царь Орхомена, отец Амфиона[344].
- Ино.
- Исоноя. Одна из данаид, родила Зевсу Орхомена (или Хрисена). После смерти превращена в источник. Isonoe[англ.]
- Китисор.
- Климен (сын Пресбона).
- Клитодора. По версии, жена Миния[345].
- Крий.
- Леарх.
- Левкиппа. Дочь Миния. Отвергала оргии Вакха. Растерзала сына Гиппаса, принеся жертву Дионису[346].
- Левкон. Сын Афаманта и Фемисто[5]. (Либо Посейдона и Фемисто[214]). Дочерей Левкона упоминает Гесиод[298]. Отец Эрифра. Умер от болезни[305]. См. Нонн. Деяния Диониса IX 314.
- Левконоя. Дочь Миния. Рассказывает миф о Гелиосе и Левкофое[347].
- Лик. По версии, жена +Пернида+, сыновья Аскалаф и Ялмен[308].
- Мелан. Сын Фрикса[348] и Халкиопы[349]. См. Валерий Флакк. Аргонавтика V 461. Участник битвы скифов и колхов[350].
- Миний.
- Миниады.
- Нефела.
- Орхомен.
- Орхомен. Сын Афаманта и Фемисто (в трагедии Еврипида), погиб в детстве[351].
- Пантакл. Из Орхомена, отец Муниха (см. Мифы Аттики).
- Пернида.[213] По версии, жена Лика, мать Аскалафа и Иалмена[308].
- Пилей. Сын Климена, царя Орхомена[336].
- Писидика. Дочь Левкона, опекала Афаманта. Жена Копрея, сына Галиарта (?)[298].
- Порфиреон. Сын Афаманта и Фемисто, погубленный матерью[352].
- Пресбон. Сын Фрикса и дочери Ээта (согласно Эпимениду[353]), вернулся в Беотию[342]. Отец Климена[336]. См. Гесиод. Великие Эои, фр.255 М.-У. (где он не упомянут).
- Птой. Сын Афаманта и Фемисто[5]. Погублен матерью[354]. О нём упоминает поэт Асий. От него названия горы Птой в Беотии и храма Аполлона Птойского[355].
- Стратий. Сын Климена, царя Орхомена[336].
- Сфинксий. Сын Афаманта и Фемисто (в трагедии Еврипида), погиб в детстве[356].
- Тритогенея. По версии, дочь Эола, жена Миния[345].
- Фемисто.
- Флегий.
- Фрикс.
- Фронтис. Сын Фрикса[348] и Халкиопы[349]. См. Валерий Флакк. Аргонавтика V 461.
- Хрис. Сын Посейдона и Хрисогении. Стал царем после Флегия. Отец Миния[357].
- Хриса. Дочь Альма. Мать Флегия от Ареса[358].
- Хрисогения. Дочь Альма. Родила от Посейдона Хриса[359].
- Элара.
- Эргин (сын Климена).
- Эрифр. Сын Левкона, внук Афаманта. По его имени городок Эрифры в Беотии. По некоторым, жених Гипподамии, убитый Эномаем[360].
- Эрифрад. Сын Левкона. См. Эрифр.
- Эрифрий. (Эритрий.) Сын Афаманта и Фемисто[5].
- Этеокл (сын Андрея).

См. также:
- Актеон. Его кости зарыли в Орхомене.
- Минийцы. Племя[361]. Орхомен назван «минийской землей»[362]. Минийцы

## Прочие
- Аганиппа[363]. Наяда. Дочь речного бога Пермесса[364].
- Акидуса. Жена беотийца Скамандра, именем которой назван источник[365].
- Акрефей. Прорицатель, один из 50 сыновей Ориона[366].
- Акрефий. Сын Аполлона, эпоним Акрефии в Беотии[367].
- Алалкомен.
- Алалкомения. Дочь Огига. По версии, от неё название поселка Алалкомены[368].
- Алексанор. Беотиец, отец Промаха[369].
- Алкон. Гилеец, изготовил кратер, который Ферсей подарил Анию, а тот Энею[370].
- Алм.
- Амфинома. Жена Аризела. Мать Гарпалиона[371].
- Антикир. Современник Геракла. От него город Кипарисс в Беотии стал называться Антикира[372].
- Аон.[373] Сын Посейдона[374]. Упоминается у Овидия и других авторов.
- Аризел. Беотиец. Жена Амфинома, сын Гарпалион[371].
- Аскра. Возлюбленная Посейдона, родила ему Эокла[375].
- Аспледон. (Асплендон.) Сын Посейдона и Мидеи[376]. Эпоним города в Беотии. Либо сын Орхомена[335].
- Бакид.
- Беотия. По версии Александра Полигистора, жена Гианта, мать Гиад[377].
- Гарпалион. Беотиец. Сын Аризела и Амфиномы. Спутник Профоенора. Убит Энеем[371].
- Гелен (сын Энопа). Беотиец. Убит Гектором[378].
- Геликон. Персонификация горы. Состязался с Кифероном[379].
- Геркина. Девушка из Лебадии (Беотия). Играла вместе с Корой, держа в руках гуся, и выпустила его. Гусь влетел в пещеру и скрылся за камнем. Кора поймала его, сдвинув камень, из-под которого потекла вода, реку назвали Геркина[380].
- Гиетт. Из Аргоса. Убил Молура, соблазнившего его жену, и бежал в Орхомен. Царь Орхомен наделил его землей[381].
- Гирией.
- Деимах (сын Элеона). Друг Геракла, участвовал в походе на Трою. От него забеременела Главкия, дочь Скамандра, вскоре Деимах был убит троянцами[365].
- Деиох. Беотиец, участник Троянской войны. Убит Парисом[382].
- Дексий. Отец беотийца Ифиноя[383].
- Дотида. Беотиянка. Мать Флегия[59].
- Евбулей[384]. Пастух[385].
- Иодама.
- Исмен.
- Истмиад. Муж Пеларги. Вместе с женой восстановил празднества кабиров в Беотии, перенеся их в местечко Алексиар[386].
- Ифиной. Беотиец. Сын Дексия. Убит Главком[383].
- Кефисс. Река в Беотии. Отец Наркисса[387].
- Комет. Некий Комет упомянут у Гесиода, там же его дочь (?) Халкиопа, в связи с Аполлоном[298]. см. Мифы Крита.
- Коримб. С Геликона. Защитник Фив. Убит Тидеем[388].
- Корониды.
- Креней. Защитник Фив. Сын Фавна и исменской нимфы[389]. Убит Гиппомедонтом[390].
- Кринак. Сын Зевса (по Гесиоду), отец Макарея[391]. Либо сын Гириея и Алкионы. По Страбону, варварское имя[392]. en:Crinacus
- Крокала. Дочь Исмена. Спутница Артемиды[393].
- Кротос.
- Лаоника. Жена Лебада[380].
- Ларимна. Дочь Кина. От неё город Ларимна в Беотии[394].
- Лебад. Прибыл из Афин и основал город Лебадия, переселя на равнину жителей Мидеи. Жена Лаоника[395].
- Лебеад. Сын Ликаона, непричастен к преступлению отца и бежал из Аркадии в Беотию, с тех пор лебадейцы обладают аркадским гражданством[396].
- Лелап.
- Либефридские нимфы. Их пещера на Геликоне[397].
- Лигд. Из Фисбы. Защитник Фив. Убит Партенопеем[398].
- Лимона. Дочь Гиппомена и Аталанты. За прелюбодеяние отдана на растерзание коням[399].
- Лириопа. (Лириопея.) Возлюбленная Кефиса, родила Нарцисса[400]. См. en:Liriope (nymph)
- Лих. Из Фисбы. Защитник Фив. Убит Гиппомедонтом[328].
- Мегаларт. «Сверхкаравай». Божество в Сколе (Беотия)[401].
- Мегаломазд. «Сверхлепешка». Божество в Сколе (Беотия)[402].
- Мекистей. Беотиец. Сын Эхия. Убит Полидамантом[403].
- Мелиссей. Царь Геликона[404].
- Мелия.[405] Дочь Океана, сестра Каанфа. Похищена Аполлоном, родила от Аполлона Тенера (по Пиндару) и Исмения[406]. По Пиндару, «о золотом веретене»[407].
- Мелия. Нимфа из Беотии[408]. Мать кентавра Фола от Силена[409].
- Мениппа и Метиоха. Дочери Ориона[410]. См. Корониды.
- Метиоха. Дочь Ориона[410]. См. Корониды.
- Мидея. Родила от Посейдона Аспледона[376]. Эпоним города в Беотии[411].
- Наркисс. Из Эретрии. Его памятник около Оропа, называется Сигеловым, ибо люди молча проходят около него[412].
- Огиг.
- Оероя. (Оэроя.) Дочь Асопа. Речка, стекающая с Киферона[413]. Река по пути из Платей в Фивы[414].
- Ольм. Сын Сисифа. См. Алм.
- Орезбий. Беотиец. Убит Гектором[378].
- Орион (мифология).
- Пегас (герой). Из Элевферы в Беотии. Привел к афинянам Диониса, ему помогло дельфийское прорицание[415].
- Пеларга. Дочь Потнея, жена Истмиада. Восстановила празднества кабиров в Беотии, перенеся их в местечко Алексиар[386].
- Потней. Отец Пеларги[416].
- Промах. Беотиец. Убит Акамантом[417]. Сын Алексанора[369].
- Прометей. Кабир. Отец Этнея. Ему явилась Деметра и отдала нечто на хранение[418].
- Саон. Из города Акрайфния. Самый старший из феоров к Пифии, когда в Беотии была засуха. Пифия велела им идти в Лебадию. Саон увидел рой пчел и следовал за ними, они влетели в скважину, и он спустился в прорицалище и был обучен Трофонием священнодействию[419].
- Сида. Жена Ориона. Гера низвергла её в Тартар за то, что та осмелилась состязаться с ней в красоте[420]
- Скамандр. Сын беотийца Деимаха и Главкии, внук бога Скамандра. Царствовал в области в Беотии, его именем назвали реку, которая до того называлась Инах, по имени его жены Акидусы назвали источник, а его трех дочерей почитали под именем Дев[365]. Скамандр (мифология)
- Сфинкс.
- Тевмесская лисица.
- Телефуса (Тельфуса)[421]. Нимфа источника в Беотии. Беседа с ней Аполлона упомянута в гимне Аполлону Пифийскому[422].
- Телонд. Из рода Кабиров. Вернулся в Кабирею[386].
- Тенер. Сын Аполлона и Мелии, бог дал ему пророческий дар[423]. Прорицатель оракула на горе Птой[424]. Равнина Тенера есть неподалёку от Фив[425].
- Термесс. Река, текущая на Геликоне. Отец Аганиппы[426].
- Тихий. Шорник из Гилы (либо из Гиды[427]). Изготовил щит Эанта Теламонида[428]. Упоминается Овидием[429], Нонном[430].
- Феникс. Предводитель беотийцев в войске Диониса[431].
- Феро. Дочь Филанта и Липефилы[432]. Родила от Аполлона Херона. Или Фуро, от неё храм Аполлона Фурийского[433].
- Ферсей. Исменец, побратим Ания. Прислал ему подарки[434].
- Фисба.[435] Нимфа, от которой город Фисба в Беотии[436].
- Халкиопа. Дочь Комета, возлюбленная Аполлона[298].
- Херон.
- Эионей. Беотиец. Убит Гектором[437].
- Элевфер. Сын Ликаона, был непричастен к преступлению отца и бежал в Беотию[396].
- Элеон. Отец Деимаха, воспитал своего внука Скамандра[365].
- Эноп. Отец беотийца Гелена[378]. Отец беотийца Гипербия[438].
- Эокл. Сын Посейдона и Аскры. Вместе с сынами Алоэя воздвиг город Аскру у подножия Геликона[375].
- Эол. Из беотийских Амикл. Защитник Фив. Убит Партенопеем[439].
- Этней. Кабир, сын кабира Прометея. К нему явилась Деметра[418].
- Эхий. Отец беотийца Мекистея[440].
- Эхий. Беотиец. Убит Политом[403].